# Sepänsaari (ö i Norra Savolax, Nordöstra Savolax, lat 62,94, long 28,65)
Sepänsaari är en ö i Finland. Den ligger i sjön Retunen och i kommunen Kaavi i den ekonomiska regionen  Nordöstra Savolax ekonomiska region  och landskapet Norra Savolax, i den centrala delen av landet, 400 km nordost om huvudstaden Helsingfors. Öns area är 0,5 hektar och dess största längd är 110 meter i öst-västlig riktning.